# Comuna de Lisewo
Lisewo (polaco: Gmina Lisewo) é uma gminy (comuna) na Polónia, na voivodia de Cujávia-Pomerânia e no condado de Chełmiński. A sede do condado é a cidade de Lisewo.
De acordo com os censos de 2004, a comuna tem 5423 habitantes, com uma densidade 61 hab/km².

## Área
Estende-se por uma área de 86,2 km², incluindo:
- área agricola: 88%
- área florestal: 0,3%

## Demografia
Dados de 30 de Junho 2004:
|                      | Total   | Total | Mulheres | Mulheres | Homens  | Homens |
| -------------------- | ------- | ----- | -------- | -------- | ------- | ------ |
|                      | pessoas | %     | pessoas  | %        | pessoas | %      |
| População            | 5262    | 100   | 2683     | 51       | 2579    | 49     |
| Densidade (pop./km²) | 61      | 100   | 31,1     | 31,1     | 29,9    | 29,9   |

De acordo com dados de 2005, o rendimento médio per capita ascendia a 1834,11 zł.

## Subdivisões
- Bartlewo, Błachta, Chrusty, Drzonowo, Kamlarki, Kornatowo, Krajęcin, Krusin, Linowiec, Lipienek,

Lisewo, Malankowo, Mgoszcz, Piątkowo, Pniewite, Strucfoń, Tytlewo, Wierzbowo.

## Comunas vizinhas
- Chełmża, Papowo Biskupie, Płużnica, Stolno